# Виктор Йосифов
Виктор Ганчев Йосифов е български волейболист. Той е роден на 16 октомври 1985 г. Играе на поста център. Висок е 204 см и тежи 98 кг. Семейно положение – женен.
Роден е в Омуртаг, където завършва и средното си образование. Практикува волейбол на училищно равнище. Завършва Шуменския университет със специалност физкултура. Официален дебют за националния отбор Йосифов прави през 2009 г. на европейското първенство в Турция, където е избран и за най-добър блокировач.
С националния отбор на България, Виктор записва 4 място на летните олимпийски игри провели се в Лондон през 2012 година. През сезон 2012 – 2013 Виктор Йосифов играе в италианския Кастелана Гроте новак в серия A1. През 2013 – 2014 се състезава за немския Фрийдрихсхафен, заедно с Валентин Братоев. 2014 – 2015 преминава в руския Губерния (Нижни Новгород), където треньор е Пламен Константинов. 2015 – 2016 се завръща на Апенините в Топ Волей (Латина).
През 2016 г. преминава в Пиаченца.
През 2016 г., след като Владимир Николов слага край на кариерата си като волейболист, Йосифов поема капитанската лента на националния отбор по волейбол на България от дотогавашния си съотборник.

## Отбори
- „Омуртаг Волей“, Омуртаг (1998 – 2004);
- Привлечен е в мъжкия състав на Шумен (2004 – 2006);
- „Черно море“, Варна (2006 – 2009);
- „Рома Волей“, (Рим, Италия) (2009 – 2011);
- „Каза“ (Модена, Италия) (2011 – 2012);
- „Ню Матера Волей“ (Кастелана Гроте, Италия) (2012 – 2013);
- „ВфБ Фридрихсхафен“ (Фридрихсхафен, Германия) (2013 – 2014);
- „Губерния“ (Нижни Новгород, Русия) (2014 – 2015);
- „Топ Волей“ (Латина, Италия) (2015 – 2016);
- „Пиаченца Волей“ (Пиаченца, Италия) (2016 – 2018);
- „Волей Милано“ (Милано, Италия) (2018 - 2020);
- „ВКС Чарни“ (Радом, Полша) (2020-2021);
- „Хебър“, Пазарджик (2021 – 2023);
- „Черно море“, Варна (2023 – 2024)

## Награди
- Бронзов медалист от Европейско първенство в Турция 2009 г.
- На Европейското първенство по волейбол в Турция, Виктор Йосифов получава приза за най-добър блокировач.